# Kallgatburg
Kallgatburg är ett naturreservat och Natura 2000-område i Hejnums socken, Gotlands kommun.
På parkeringen växer ett bestånd av hybrid mellan nipsippa och fältsippa. Genom en skog av gran, idegran, hassel och murgröna når man en betad ängsmark med glesa träd, ned mot en öppen äng. Bland ängsväxterna hittas sammetsdaggkåpa, späddaggkåpa, trubbdagkåpa, kalkmaskros, strandmaskros, toppjungfrulin, krutbrännare, Sankt Pers nycklar och johannesnycklar. I våtare partier förekommer även blodtopp. Norrut, mot ett litet granskogsparti rinner en tidvis uttorkad bäckravin, fylld med ramslök. Den omgivande granskogen är fylld med murgröna, myskmadra och hasselbuskar. Österut möter en källmyr, och därefter en öppen myr kallad Rövätar. Runt myren växter källnate och trubbtåg, axag, samt en hybrid mellan axag och knappag. Man hittar även majviva, brun ögontröst, fjälltätört, tätört, kärrlilja, torvtåg, sumpnycklar, praktsporre, luktsporre, näbbstarr och gräsull. 
Längre i öster möter en gammal strandvall, som tidigare fungerade som väg mellan Bäl och Othem. Vallen är beväxt med gamla bestånd av idegran. En kilometer österut finns Gotlands största bestånd av guckusko.